# Südpark (Köln)

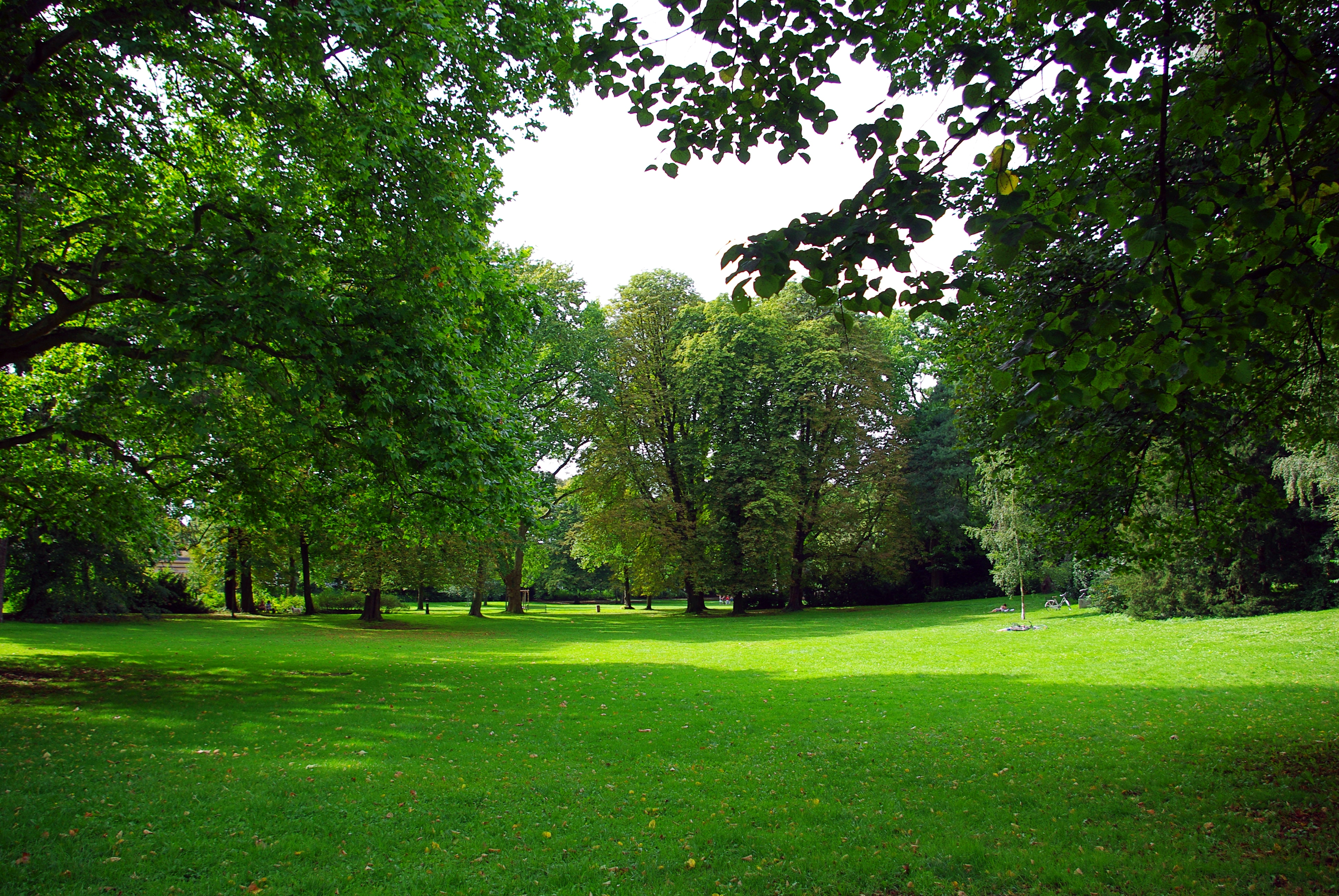
Südpark (2011)

Der Südpark ist eine Parkanlage im Kölner Stadtteil Marienburg, die von 1898 bis 1901 angelegt wurde. Er ist eine der kleinsten Grünanlagen der Stadt. Der Südpark steht als Baudenkmal unter Denkmalschutz.

## Lage

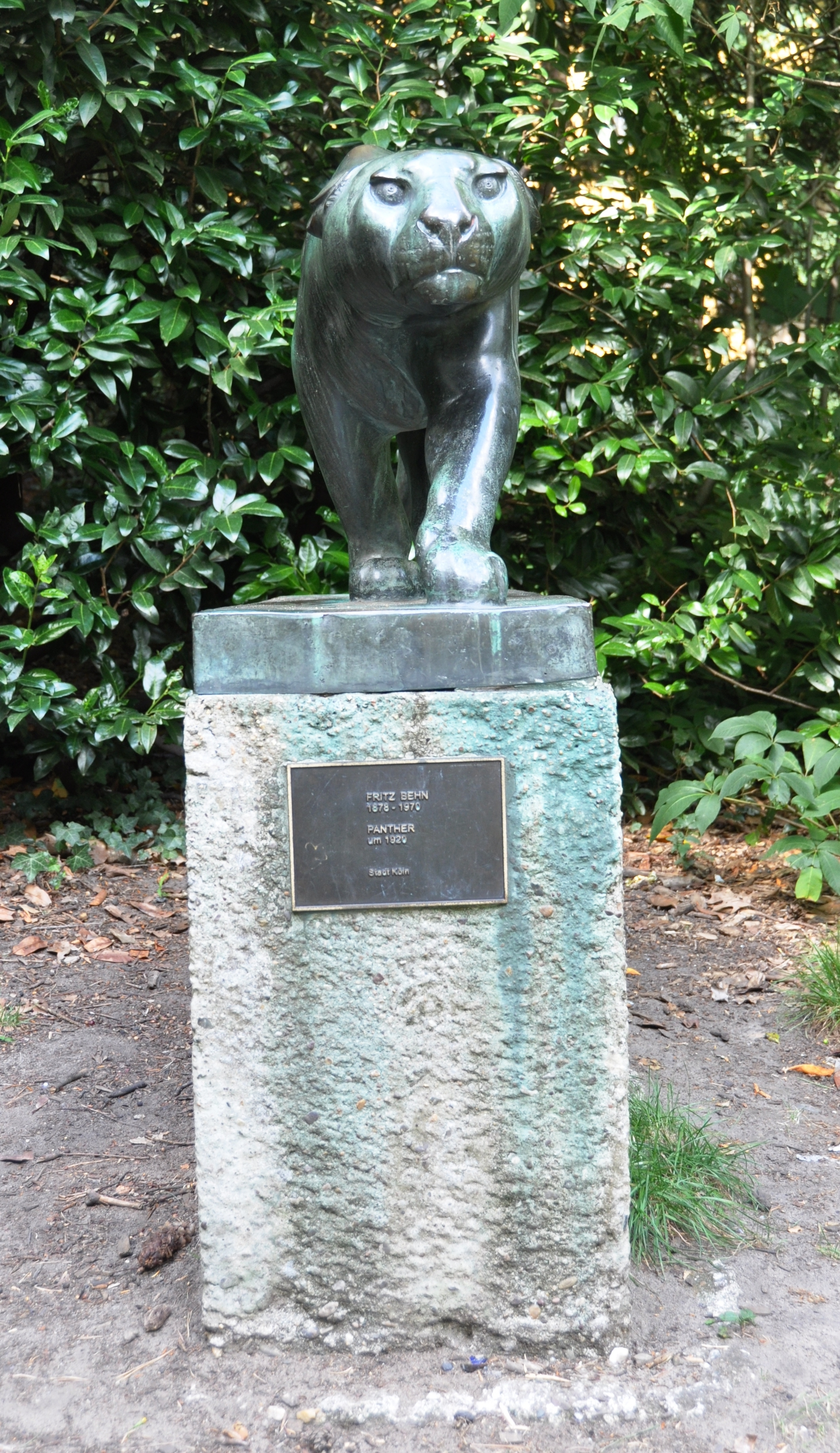
Panther von Fritz Behn

Der Kölner Südpark liegt am Südrand des Stadtteils Marienburg zwischen der halbkreisförmig verlaufenden Straße Am Südpark und den rückwärtigen Grundstücken der Leyboldstraße. Mittig durch den Park führt die Fortsetzung der Goethestraße, die als Magistrale aller Marienburger Straßen gilt.

## Geschichte
Der Südpark entstand im Auftrag der als Bauherr auftretenden Stadt Köln nach einem Entwurf des Gartenarchitekten Adolf Kowallek. Grundlage für seine Anlage war ein im Jahre 1896 in Kraft getretener Bebauungsplan. Gemeinsam mit dem Park ließ die Stadt 1900/01 nach Plänen des Kölner Architekten Johannes Kleefisch das sog. „Südpark-Restaurant“ (Am Südpark 36) erbauen. Ebenfalls 1900:LV wurde die den Park begrenzende Straße Am Südpark angelegt, an der in der nachfolgenden Zeit einige Villen entstanden, die mit ihrer Fassade auf den Park ausgerichtet waren. Ab 1904 war der Südpark Endpunkt einer Straßenbahnlinie (2002 stillgelegt).:XXX
Bis zum Zweiten Weltkrieg war der Südpark, auch aufgrund des Restaurants und seiner als vornehm geltenden Umgebung in der Gartenvorstadt und Villenkolonie Marienburg, eines der beliebtesten Ausflugsziele der Kölner Bevölkerung. Unmittelbar nördlich schlossen sich umfangreiche Gartengrundstücke der an der Leyboldstraße gelegenen Villen an, die als Erweiterung des Parkes wirkten. In den Abendstunden wurde er seinerzeit durch Tore verschlossen. Der Park nahm ursprünglich in seinem westlichen Bereich auch einen Kinderspielplatz auf.
Im Zweiten Weltkrieg war der Stadtteil Marienburg schweren Bombenangriffen ausgesetzt, von denen auch das Südpark-Restaurant betroffen war, dessen Ruine 1951 abgebrochen wurde. An seiner Stelle befindet sich heute ein neuer Kinderspielplatz. Die Eintragung der Parkanlage in die Denkmalliste der Stadt Köln erfolgte am 1. Juli 1980.

### Südpark-Restaurant

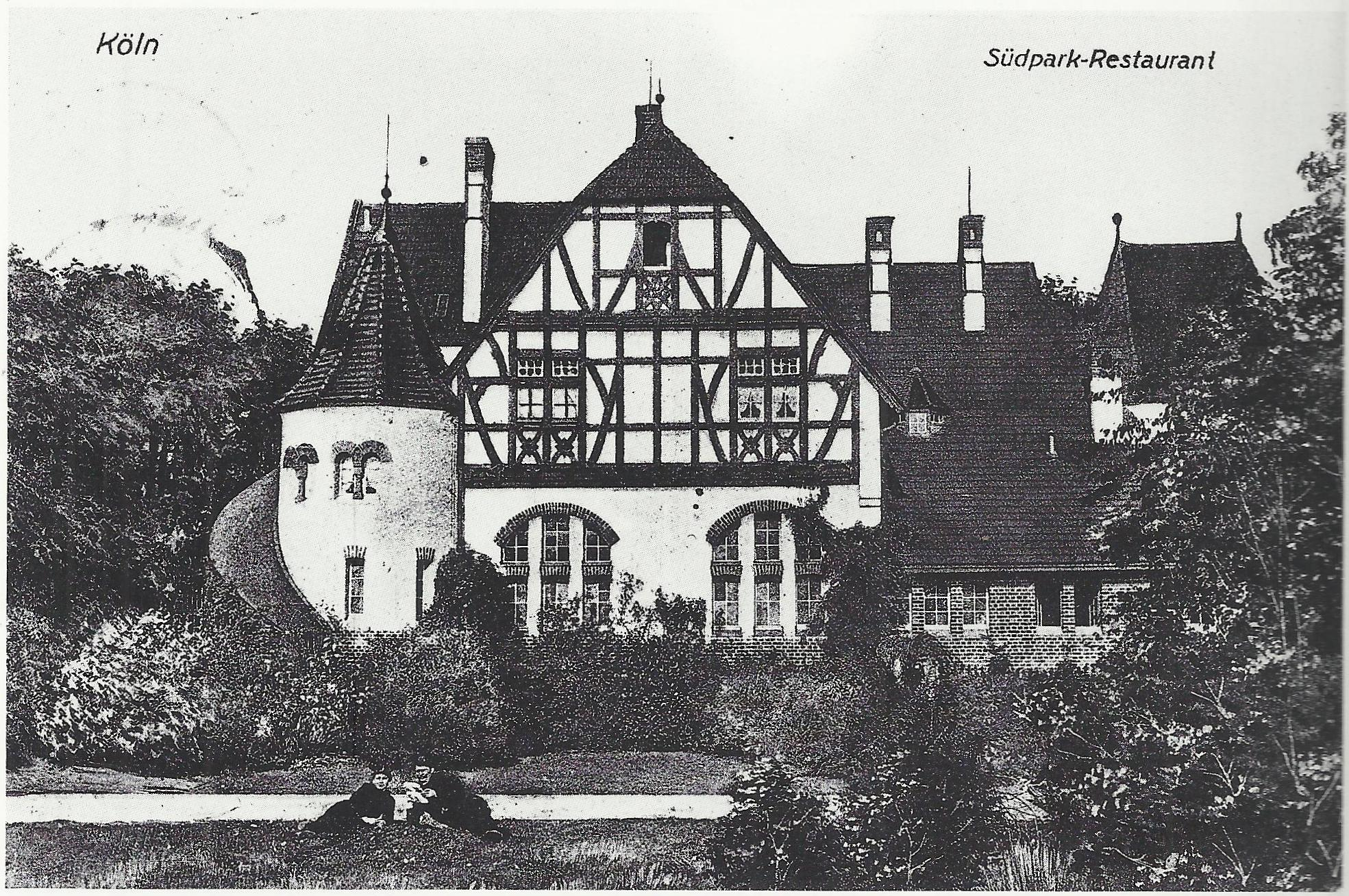
Südpark-Restaurant (vor 1910)

Das 1900/01 im Auftrag der Stadt Köln nach einem Entwurf von Johannes Kleefisch errichtete Südpark-Restaurant war eines von mehreren Restaurationsgebäuden, die in Kölner Parkanlagen als gesellschaftlicher Mittelpunkt bestanden und über großzügige Außenanlagen verfügten. Es wurde nach Vorbild eines rheinischen Burghauses unter besonderer Berücksichtigung der regionalen Bauweise in Stein, Putz und Fachwerk ausgeführt. Das Obergeschoss und der Dachbereich nahmen Wohnungen auf. Gasträume und Außenanlagen waren zum dichtbewachseneren Nordbereich des Parks orientiert, in Richtung Süden lagen unter anderem Küchen und Toiletten.
Verschiedentliche Erweiterungsplanungen für das Südpark-Restaurant vor dem Ersten Weltkrieg, darunter ein Entwurf von Johannes Kleefisch 1913, wurden nicht umgesetzt. Ab März 1938 diente das vormalige Restaurant als ein Heim der Hitlerjugend. Im Zweiten Weltkrieg erfuhren das Dach und das Obergeschoss des Gebäudes erhebliche Beschädigungen. Noch 1947 war geplant, es oberhalb des erhaltenen Erdgeschosses wiederaufzubauen. 1951 erfolgte jedoch der Abbruch der verbliebenen Ruine.

## Beschreibung

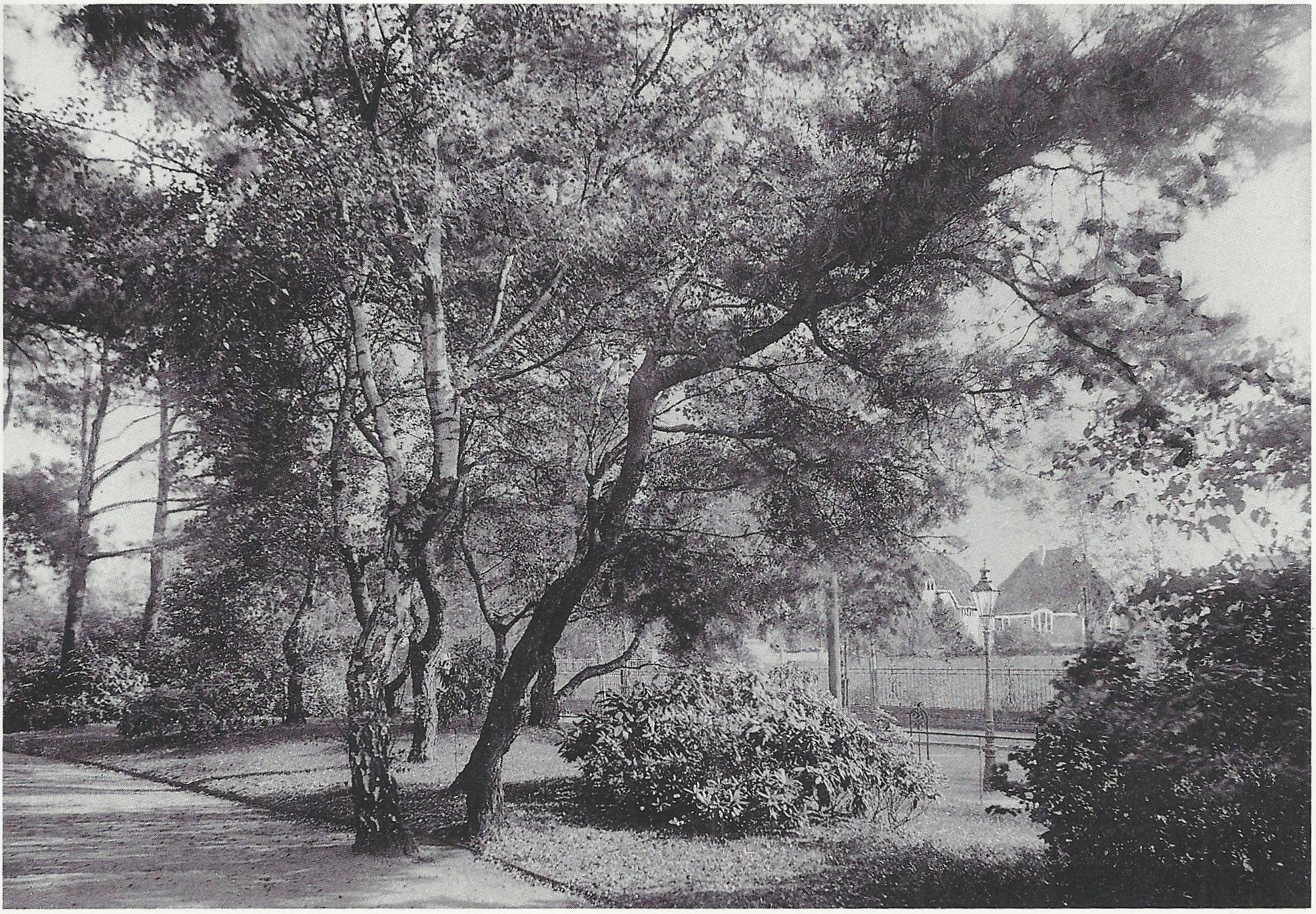
Blick in den Südpark (um 1910)

Der Südpark umfasst eine Fläche von 4,65 ha (ursprünglich 4,96 ha) und befindet sich auf einem unter den Kölner Parkanlagen einmaligen bogenförmigen Grundriss, der durch den Verlauf der Militärringstraße bedingt war. In den Park integriert ist ein bereits vor seiner Anlage vorhandenes Kiefernwäldchen, das insbesondere durch Rhododendron ergänzt wurde. Die Wegeführung ist, ausgehend von einer asymmetrischen Gesamtkonzeption des Parks, geschwungen und orientiert sich an dem vorhandenen Kiefernbestand. Der ursprüngliche Baumbestand hat im Vergleich zur Vorkriegszeit insbesondere zur Straße Am Südpark hin an Dichte nachgelassen.
Im Park befindet sich der Panther, eine 1920 vom Bildhauer Fritz Behn geschaffene Skulptur eines in Bronze gegossenen Panthers. Er steht ebenfalls als Teil des Südparks unter Denkmalschutz.